# Postupice
Postupice (en allemand : Postupitz) est une commune du district de Benešov, dans la région de Bohême-Centrale, en République tchèque. Sa population s'élevait à 1 363 habitants en 2020.

## Géographie
Postupice se trouve à 9 km au sud-est de Benešov et à 46 km au sud-est de Prague.
La commune est limitée par Struhařov au nord, par Chotýšany à l'est, par Vlašim au sud-est, par Veliš, Jankov et Popovice au sud, et par Bystřice à l'ouest.

## Histoire
La première mention écrite de la localité date de 1205.